# Maskenball bei Scotland Yard (Film)
Maskenball bei Scotland Yard ist eine österreichisch-italienische Kriminalfilmkomödie der „Neue Delta“ (Wien) und „Telefilm Europa“ (Rom) in Zusammenarbeit mit „Art-Film“ (Vaduz) aus dem Jahre 1963 von Domenico Paolella mit Bill Ramsey in der Hauptrolle eines Erfinders.

## Handlung
Der etwas einfältig wirkende, aber liebenswürdige Agostino Celli gilt als ein wenig überdreht, behauptet er doch, er habe ein Gerät entwickelt, mit dem man sich selbst zu jeder Zeit in das laufende Fernsehprogramm hineinschalten kann. Nun hält man ihn für übergeschnappt und weist ihn daher in eine Nervenheilanstalt ein. Lediglich sein Freund, der Werbefachmann Giorgio Bonetti, glaubt ihm und setzt daher alles daran, seinen Kumpel aus dieser misslichen Situation wieder zu befreien. Kaum in Freiheit, setzt Agostino sogleich seine Erfindung ein – und zwar zum Nutzen von Giorgios Tanten, die eine wenig erfolgreiche Kuchenfabrik besitzen.
Mit seiner bahnbrechenden Erfindung schaltet Agostino sich fortan über das Fernsehprogramm in die Wohnzimmer der Zuschauer, um Tantchens daniederliegenden Kuchenverkauf anzukurbeln und ihre Produkte zu bewerben. Der Erfolg von Agostinos Aktion ruft bald den finsteren Herrn Funke auf den Plan, der als Unterhändler des betroffenen Fernsehsenders Agostino die Erfindung abjagen will. Funkes Geheimwaffe: die attraktive Brenda, die sich bald auf Giorgios und Agostinos Fersen heftet. Doch es kommt anders; die Blondine verliebt sich in Giorgio. Dieser will jedoch unbedingt weiterhin mit Agostinos Hilfe auf Sendung, um die Kuchen an die Hausfrau zu bringen. Währenddessen ist die Polizei nicht untätig geblieben und macht Jagd auf die beiden Programm-„Störenfriede“.

## Produktionsnotizen
Gedreht wurde Maskenball bei Scotland Yard in den Rosenhügel-Ateliers in Wien sowie in Lazio, Rom. Die Uraufführung erfolgte am 23. August 1963 in Wien.
Die Bauten schufen, je nach Quelle, Wolf Witzemann oder Hans Zehetner. Die Produktionsleitung hatte Heinz Pollak, Kurt Kodal assistierte Chefkameramann Franco Villa.
Für den 70-jährigen Schauspielveteranen Fritz Heller bedeutete Maskenball bei Scotland Yard die Abschiedsvorstellung auf der großen Leinwand.
Mit dem Titellied konnte Hauptdarsteller Bill Ramsey seinen letzten Top-Ten-Charterfolg landen.

## Gesangsnummern
- Maskenball bei Scotland Yard (Bill Ramsey)
- Maddalena (Rex Gildo)
- Eine Insel am Ende der Welt (Hannelore Auer)
- So ein Mann (Trude Herr)
- Lovers Twist (Peter Sisters, das sind Edith und Joyce Peters)
- Lets Twist Alain (Peppino di Capri)
- Piccadilly (Die Kessler-Zwillinge, das sind Alice und Ellen Kessler)

## Kritiken
„Die Erfindung eines Verrückten, mit deren Hilfe man sich in jede Fernsehsendung einblenden kann, ist Anlaß für eine von Schlagern durchsetzte Handlung, deren Dürftigkeiten den eigentlich witzigen Einfall rasch zum Erliegen bringt.“

Paimann’s Filmlisten resümierte: „Wohl durch die Coproduktion gemilderter Klamauk in einer an den Haaren herbeigezogenen Handlung mit gemischter Besetzung und römischen Außenaufnahmen.“